# 匈牙利民主妇女联盟
匈牙利民主妇女联盟（缩写为MNDSZ）是匈牙利历史上的一个全国性妇女组织。该组织成立于1945年，由匈牙利共产党领导。后来，它成为国家机构，同时也是匈牙利人民共和国执政党匈牙利劳动人民党的一部分。在1956年匈牙利事件发生期间，该组织解散。1957年，匈牙利全国妇女联合会成立，并持续运作至1989年。
该组织的宗旨是动员妇女接受国家的政治意识形态，并在性别角色和妇女权利方面贯彻母党的政策。在其存在期间，它在匈牙利妇女的社会生活中发挥了重要作用。